# I Am Machine
«I Am Machine» (англ. Я — машина) — другий сингл п'ятого студійного альбому канадського рок-гурту Three Days Grace — «Human». В США пісня вийшла 30 вересня 2014.

## Список пісень
| Стандартний сингл | Стандартний сингл | Стандартний сингл                                                              | Стандартний сингл |
| #                 | Назва             | Автор                                                                          | Тривалість        |
| ----------------- | ----------------- | ------------------------------------------------------------------------------ | ----------------- |
| 1.                | «I Am Machine»    | Gavin Brown, Johnny Andrews, Ніл Сандерсон, Метт Волст, Бред Волст, Баррі Сток | 3:20              |
| 3:20              |                   |                                                                                |                   |

## Чарти
| Чарт (2014)                      | Місце |
| -------------------------------- | ----- |
| U.S. Billboard Mainstream Rock   | 1     |
| U.S. Billboard Hot Rock Songs    | 20    |
| U.S. Billboard Rock Airplay      | 12    |
| U.S. Billboard Alternative Songs | 38    |
| Canada (Canadian Rock Songs)     | 18    |

## Продажі
| Регіон        | Сертифікація (таблиця продажів та сертифікатів) |
| ------------- | ----------------------------------------------- |
| Канада (CRIA) | Золото (+40 000 копій)                          |
| США (RIAA)    | Золото (+500 000 копій)                         |